# Émile Baneux
Pour les articles homonymes, voir Baneux.

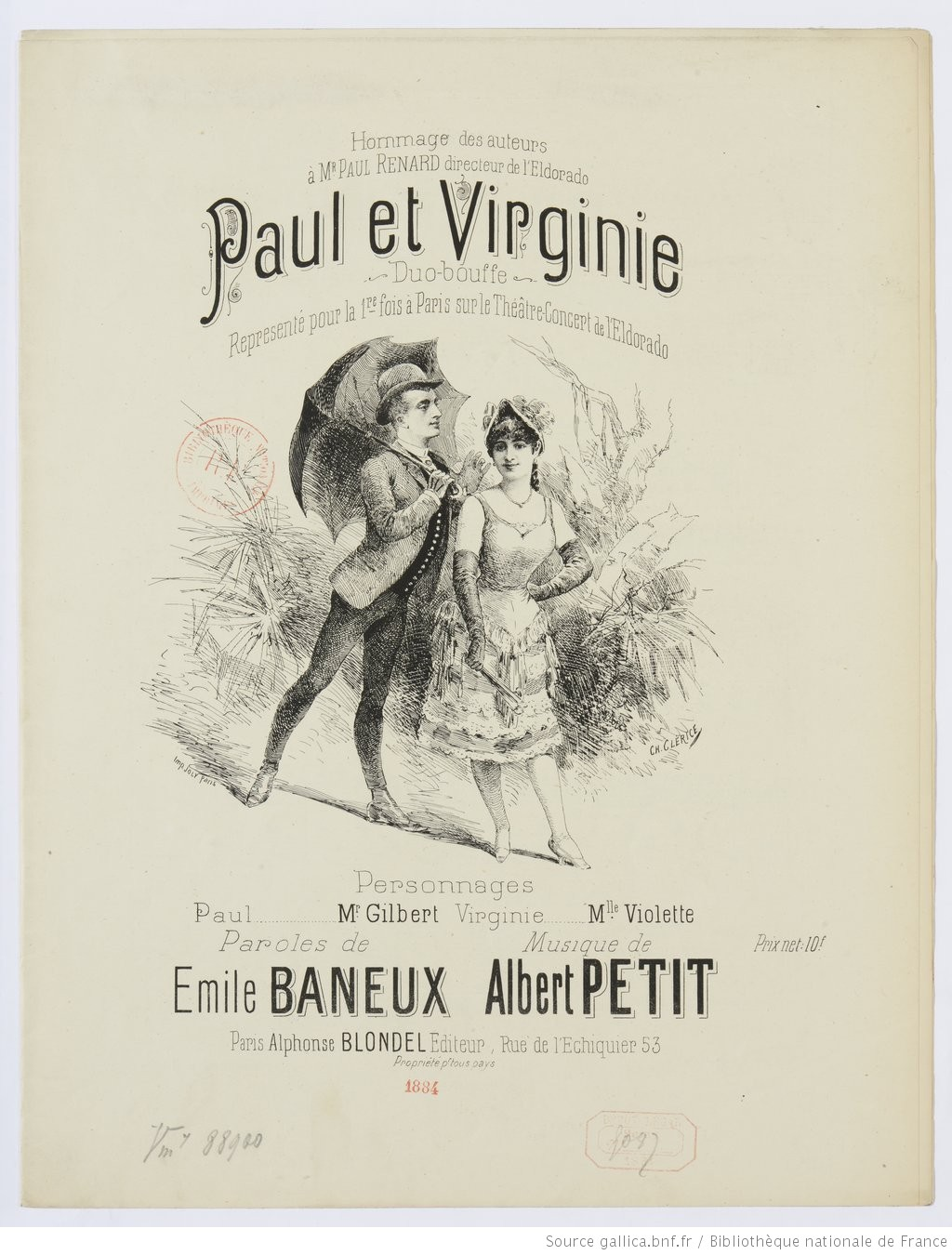
Partition de Paul et Virginie de Baneux et Petit (1884)

Émile Albert Baneux, né le 7 juillet 1831 à Compiègne et mort le 4 mai 1896 dans le 11e arrondissement de Paris, est un chansonnier français. 

## Biographie
Il exerce l'activité professionnelle de greffier de justice, comme secrétaire de chambre correctionnelle puis comme greffier d'instruction, tout en s'adonnant à ses activités artistiques.

## Œuvres
On lui doit les paroles de près de deux cents chansons qui ont été interprétées, entre autres, par Vaunel, Libert, Paulus ou Jeanne Bloch, telles que :
- L'Agneau de Nicolette, chansonnette, musique de Gustave Baneux, 1858
- Paul et Virginie !, duo bouffe, musique de Albert Petit, 1884
- Ah bah !, chanson, musique de Petit, 1884
- Aimé de sa Portière !, chansonnette, musique de Frantz Liouville, 1888
- L'Alouette va chanter, romance, musique de Frédéric Boissière, 1888
- La Digue de Saint-Malo !, chanson, musique de Petit, 1891
- Recueil de monologues dits par les frères Coquelin, Librairie théâtrale, 1895